# Первая Рижская государственная гимназия
Рижская Государственная 1-я гимназия (латыш. Rīgas Valsts 1. ģimnāzija) — старейшая школа стран Балтии. Гимназия специализируется на изучении математики. Обучение начинается с 7 класса и ведётся на латышском и английском языках.

## История
Основана в 1211 году, как Домская школа при монастыре; в это время под надзором рижского епископа Альберта фон Буксгевдена и Домского капитула, верховного религиозного органа власти в Ливонии, проходило строительство кафедральной церкви Святой Марии, которая впоследствии получит название Домской церкви. Именно при этой церкви была основана старейшая ливонская школа. Основная функциональная направленность учебного заведения на начальном этапе состояла в подготовке новых поколений католического духовенства. Поскольку на тот момент в Риге не было достаточного количества учебных заведений, в Домскую школу принимали и тех учащихся, которые желали просто получить общее среднее образование, а также пройти фундаментальную подготовку перед поступлением в зарубежные высшие учебные заведения.
В 1631 году по приказу шведского короля Густава II Адольфа Домскую школу переименовывают в Академическую гимназию, в которой были 3 высших класса. Одним из первых профессоров гимназии был пастор Герман Самсон(1579—1643).
В 1675 году Академическая гимназия временно приостанавливает свою работу, и возобновляет её в 1678 году.
В 1711 году Академическую гимназию переименовывают в Классическую гимназию и под эти названием она пробыла до 1804 года. В это время, в школе работал выдающийся немецкий философ и историк культуры Иоганн Гердер.
В 1804 году Классическую гимназию переименовывают в Рижскую 1-ю уездную школу, а в 1860 году ее переименовывают в Рижскую Реальную гимназию.
В 1868 году Реальной гимназии строят здание, в котором она находится до сих пор. Архитектором этого здания стал Иоганн Фельско.
В 1873 году Реальную гимназию переименовывают в Городскую гимназию. В 1870-х гг. в ней учились Пётр Стучка, Янис Плиекшанс и другие в будущем известные общественные  деятели.
С 1894 года по 1895 год школа носит название 8-классной классической гимназии.
В 1896 году школу переименовывают в Государственную гимназию. Обучение в ней проводилось на русском и латышском языках.
С 1919 года по 1920 год  гимназия называется 1-й средней школой.
В 1920 году 1 школа становится 1 городской гимназией и это название остаётся до Второй Мировой Войны.
С 1940 по 1944 год — 1-я средняя школа. В советское время школа носит название Первой средней школы имени Л. Паэгле.
В 1990 году школу переименовывают в Рижскую 1-ю гимназию, которой она была до 1996 года, а в 1997 году школе дают статус государственной гимназии.
В 2009 году гимназия отметила свой 90-летний юбилей.
В 2011 году Домской школе исполнилось 800 лет.

## Выпускники
См. Категория:Выпускники Первой государственной гимназии